# Valpré-Lyon
Pour les articles homonymes, voir Valpré.
Valpré-Lyon ou institut missionnaire de l’Assomption de Lyon-Écully ou château de Valpré, est un domaine de 6 hectares situé à Écully et sur lequel se trouve un château datant originellement de 1680 mais reconstruit en 1870. Le lieu est acheté en 1947 par les Augustins de l'Assomption et constitue entre autres un hôtel et un centre d'accueil d'entreprises.

## Histoire du domaine

### Le domaine avant les Assomptionnistes
Le domaine semble d'abord avoir été connu sous le toponyme de « Bellevue » avant d'être appelé « Valpré » ou « Pré du Val »,. Des sources attestent l'existence du domaine proprement dit depuis au moins le XVIe siècle avec les propriétaires successifs suivants, : 
- archevêché de Lyon, XVIe siècle au XVIIe siècle ;
- Sieur de la Chardonnière, milieu du XVIIe siècle ;
- Pierre Garet et Antoinette Colombe, fin XVIIe siècle ;
- Satron et Archimbaud, 1714 à 1738 ;
- Baptiste Brunier et dame Joly, 1738 à 1768 ;
- Jacques François Vauberet Jacquier, 1768 à 1796 ;
- Étienne Louis et Étiennette Augé, de 1796 à 1804 ;
- Dominique Lebœuf, 1804 à 1869 (il élève d'un étage le château) ;
- André Descours, 1869 à 1916 (un certain nombre de fenêtres et d'éléments de ferronnerie sont siglés « AD ») ;
- société civile des facultés catholiques, de 1916 à 1918 ;
- famille Perben de 1918 à 1947 ;
- depuis le 1er août 1947, le domaine appartient aux Assomptionnistes.

Au XIXe siècle, Le site est connu sous le nom de « Bellevue  » et possède une chapelle dédiée à Notre-Dame des Roches. Cet édifice religieux appartenait au XVIIe siècle à Denis-Simon de Marquemont, ami de François de Sales, qui y aurait célébré des messes,. Ce lien explique probablement le choix de François de Sales comme patron de la chapelle actuelle, édifiée en 1957-1959 ; ainsi que pour la communauté qui s'y établit alors. Les ruines de cette chapelle subsistent jusqu'en 1995.

### Les débuts de la communauté
La congrégation de l'Assomption acquiert le domaine le 1er août 1947 via la Société immobilière et agricole de Valpré. À cette époque, le terrain couvrait 8,5 hectares. La société immobilière a changé de nom deux fois, devenant Association culturelle et sociale de Valpré, puis, en 1995, l'Association culturelle et sociale de l'Assomption.
C'est le 13 août 1947 que le supérieur général des Assomptionnistes le Père Gervais Quenard donne le consentement du conseil général pour l'ouverture d'une maison d'études à Valpré au supérieur provincial de Lyon. Cet institut privé de sciences ecclésiastiques est officialisé sous le nom de Institut Missionnaire de l'Assomption.
La première équipe dirigeante est composée du Père Rémy Munsch, supérieur, et des Pères Noël Bugnard et Joseph-Marie Marchand. Les étudiants suivent des cours sur place ou en ville à l'Université catholique de Lyon ou aux établissements d'enseignement public. L'équipe d'encadrement est composé de neuf religieux et huit religieux étudiants, chiffre qui allait grossir rapidement. Le rythme de la vie communautaire est composé de l'enseignement, des exercices spirituels et de temps de récréation (ciné-club, basket et football). Dans les premières années, le confort est sommaire, et le domaine disposant de deux vaches, d'un verger et d'un potager, il vit en autarcie partielle. Pour se rendre au centre-ville, il existe alors une ligne de tramway s'arrêtant au pied du domaine, menant à la place Bellecour.

### Le Grand Valpré

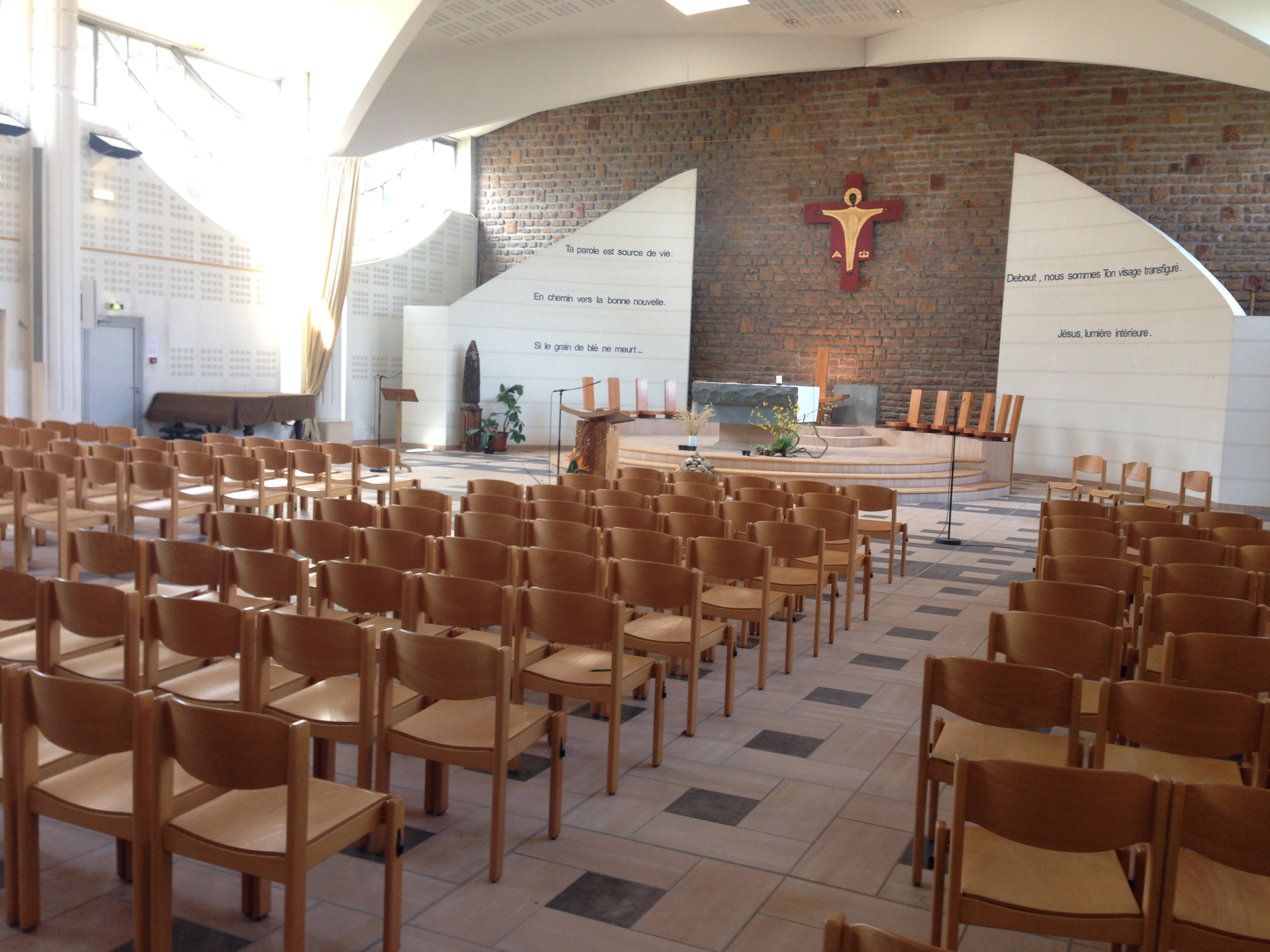
Vue de l'intérieur de la chapelle du domaine.

En 1954, la décision est prise de faire construire des bâtiments modernes et spacieux nommés « le Grand Valpré ». Ce bâtiment en deux ailes de 107 mètres de long et six niveaux est voulu communautaire, de style monacal et pour une organisation collective. Les travaux commencent en 1956, la première pierre est bénite par le Père Wilfrid Dufault, supérieur général. Lors de cette cérémonie, on scelle dans la pierre du bâtiment, à l'extrémité est, un manuscrit en latin du Père Venance Grumel enluminé par le Père Judicaël Nicolas, de retour du goulag sibérien de Vorkouta.
Les bâtiments sont fonctionnels en août 1959 et la chapelle est bénite le 29 janvier 1960 par l'auxiliaire du cardinal Gerlier, Gabriel Matagrin. Les étudiants inaugurent les nouveaux bâtiments pour la rentrée scolaire 1959-1960, sous la direction d'un nouveau supérieur, le Père Camille Durand. L'organisation scolaire est fixée par le supérieur général Wilfrid Dufault, organisation qui dure jusqu'en 1970.
Les effectifs d'élèves sont :
| année scolaire | effectif d'étudiants |
| -------------- | -------------------- |
| 1960-1961      | 59                   |
| 1961-1962      | 72                   |
| 1962-1963      | 67                   |
| 1963-1964      | ?                    |
| 1964-1965      | 70                   |
| 1965-1966      | ?                    |
| 1966-1967      | 62                   |
| 1967-1968      | 52                   |
| 1968-1969      | ?                    |
| 1969-1970      | 49                   |

La lente érosion des effectifs, consécutive de la crise catholique des années soixante, se termine par l'explosion de la communauté après les événements de mai 68. Certains enseignants restant souffrent de la suspicion de Rome en matière doctrinale. Un certain nombre d'encadrants religieux quittent les lieux pour aller former d'autres communautés, plus petites et plus conviviales, et d'autres en reforment une sur place. 
Au total, le « Grand Valpré » a accueilli un total de 209 religieux venus se former sur une durée de 5 à 6 années. De même, quelques religieux bénédictins et cisterciens sont venus sur place le temps de leur cursus en théologie, d'une durée de dix ans environ.

### Réorientation de l'usage du site: le centre d'accueil de Valpré

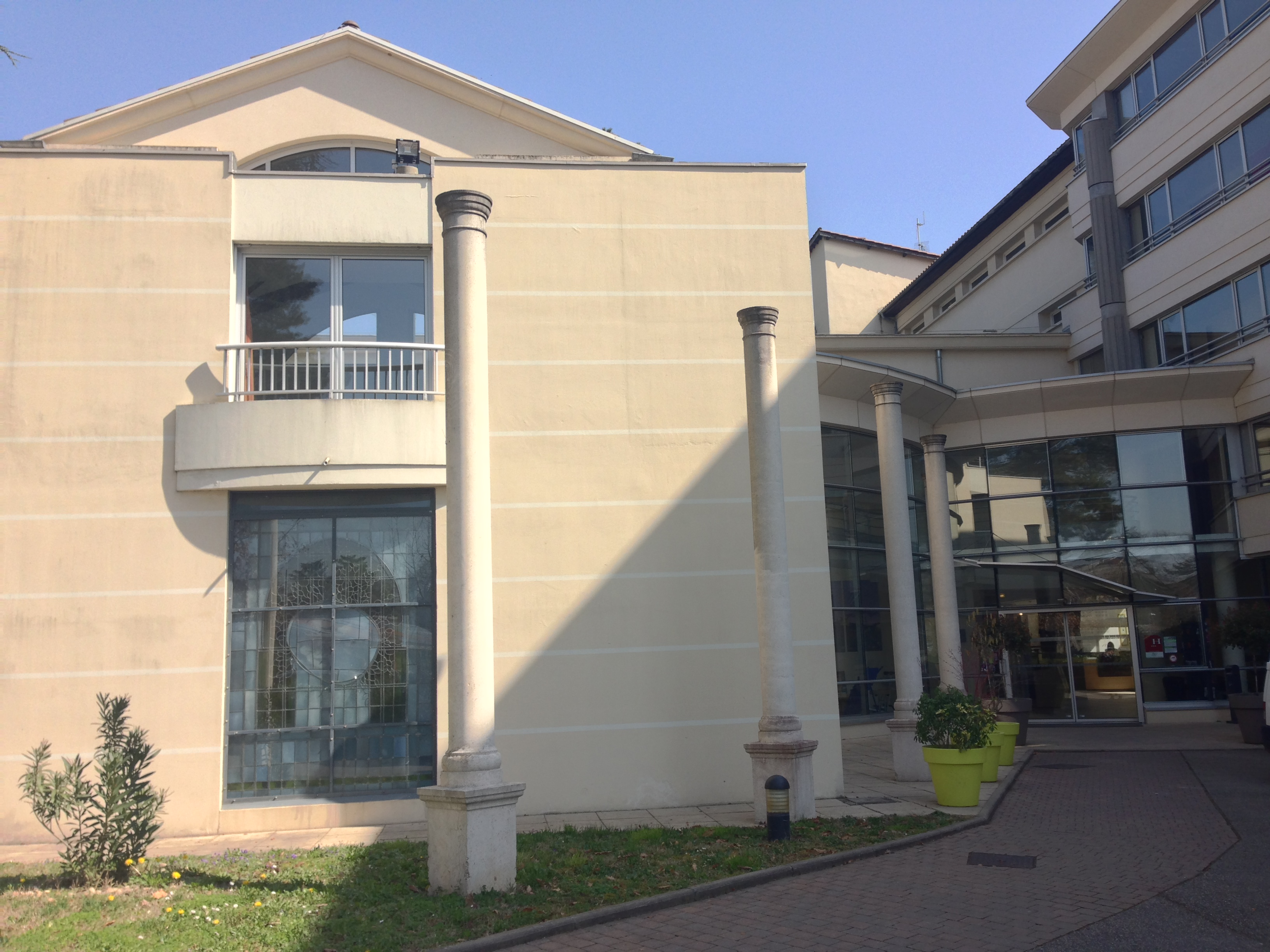
entrée de Valpré en 2015.

En 1969, sous le Père Raphaël Le Gleuher, Valpré inaugure une fonction d'hôtellerie pour les religieux non assomptionnistes et des étudiants fréquentant l'Université. À la demande de laïcs s'y fonde une communauté chrétienne catholique dont religieux et laïcs sont coresponsables. Ils ouvrent Valpré en 1971 en tant que centre de rencontres et réunions de groupes confessionnels et associatifs. Toutes les tâches sont assurées conjointement par des religieux et des laïcs bénévoles. Pour marquer le changement, le site prend le nom de « centre d'accueil de Valpré ».
À partir des années 1980, les fonctions de directeur du centre sont séparées de celles de supérieur de la communauté. La fonction de gestionnaire est confiée à un laïc salarié. A ce poste se sont succédé Dominique de Montgolfier et François Lépine. En 2002, la conduite de la structure est confiée à un directeur laïc : Marc Faivre d'Arcier qui s'entoure de professionnels pour chaque service. 
Dans les années 1980, il existe deux autres centres d'accueil pour les assomptionnistes : l'abbaye de saint-Maur, en Maine-et-Loire, et la maison des Essarts près de Rouen. À partir de 1994, avec les fermetures de ces deux communautés, Valpré devient le seul cente d'accueil assomptionniste de France, conservé pour sa proximité avec une grande agglomération et donc sa facilité d'accès. 
Cette activité ne permettant pas d'assurer la survie économique de la structure, décision est prise d'accueillir des groupes professionnels. Cela nécessite d'investir dans la rénovation du site. La province de France décide donc de moderniser lourdement les locaux et engage des travaux entre 1995 et 1997. Des salles de réunions sont créées, dont la salle Saint-Maur, le confort des chambres et locaux administratifs est amélioré, la chapelle et l'oratoire sont modernisés et la bibliothèque agrandie. 
Cette réorientation de l'utilisation du site a été soutenue par une équipe de bénévoles qui, aidant une équipe de salariés s'étoffant peu à peu, a permis au site de trouver à la fois un équilibre économique et une finalité ecclésiale. Le lieu est connu au XXIe siècle pour accueillir de très nombreux séminaires de grandes entreprises (Sodexo, Renault Trucks, SEB), des syndicats (CFDT, FO) ou des groupes divers tel l'Armée du Salut ou la fondation Wikimedia,.

## LesEntretiens de Valpré
Au sortir des lourdes rénovations des années 1995-1997, la structure est lourdement endettée et cherche un nouveau souffle pour stabiliser sa situation financière. Décision est prise de faire vivre et connaître le site au travers une nouvelle manifestation originale : les Entretiens de Valpré. Soutenue par le cardinal Barbarin et mise en place par le directeur Marc Faivre d'Arcier, cette manifestation est conçue dès l'origine pour diffuser la doctrine sociale de l'Église, pour confronter les univers de la foi catholique et de l'entreprise. 
Le domaine organise et accueille Les Entretiens de Valpré depuis 2002 sur une journée. Ils constituent une rencontre annuelle entre acteurs économiques et issus de l'entreprise d'une part et représentants de l'Église catholique d'autre part,. La première année, l'opération rassemble 200 personnes, 300 la seconde et environ 500 depuis 2010. Ces rencontres sont soutenues par une équipe de bénévoles qui appuient l'action des salariés. De nombreux partenaires financiers et institutionnels permettent également aux Entretiens de connaître leur succès, notamment le groupe Bayard presse, le réseau des radios RCF ou Valeurs actuelles. En 2006, le magazine socio-économique de la région Acteurs de l'économie se joint à l'opération.
La réussite de cette manifestation donne une renommée au site et contribue ainsi à lui donner une fréquentation de la part des institutions de l'entreprise ou du monde civil régulière. Dès 2010, Valpré-Lyon connait un résultat net positif pour un chiffre d'affaires de 2.2 millions d'Euros, et une équipe de 25 salariés. Au-delà de cette réussite économique, Jérôme Cordelier estime que Valpré devient annuellement un rendez-vous important qui exerce une influence discrète mais forte sur le monde économique lyonnais et plus largement français. Il expose que le lieu, par son agencement et sa facette spirituelle attire de nombreuses personnalités du monde de l'économie, de la politique, syndical pour leurs affaires.

### Détails des Entretiens
Lors des Entretiens de 2003, dont le thème est la fragilité au travail, les tables rondes et réunions ont permis de mettre en avant les difficultés pour les cadres de manager correctement leur équipe, et la violence contenue qui règne dans les entreprises. Ces entretiens ont pour partenaire Panorama, dont le journaliste Frédéric Mounier anime un atelier.
Les Entretiens de 2004, dont le thème est "Être acteur de sens au travail", articulent leurs ateliers autour de la problématique du service rendu par l'homme à l'économie ou par l'économie à l'homme. Lors de la conférence finale, le cardinal de Lyon Mgr Barbarin et le Pdg du groupe SEB Thierry de La Tour d'Artaise interviennent.
En 2007, le thème "La performance ... à quel prix ?" voit à nouveau Thierry de La Tour d'Artaise intervenir, lors de la séance inaugurale. Les ateliers ont pour sujets de réflexion "Performance financière : pour qui, pourquoi et jusqu'où ?" ou "Éthique et performance : jusqu'où l'entreprise ne peut-elle pas aller ?". Le grand entretien a lieu avec le cardinal Barbarin, Henri Lachmann, président du conseil de surveillance de Schneider Electric, Axel Kahn et Nicole Notat, PDG de Vigeo et membre de la Halde.

### Historique des thèmes desEntretiens
- 2002 : Hommes et entreprises
- 2003 : Accepter sa fragilité dans le monde du travail
- 2004 : Être acteur de sens au travail
- 2005 : Business, vie privée, développement personnel : peut-on tout réussir ?
- 2006 : Parler vrai : un impossible défi ?
- 2007 : La performance ... à quel prix ?
- 2008 : Le pouvoir : qui décide ?
- 2009 : Tout travail mérite salaire. Mais lequel ?
- 2010 : Autorité, obéissance. Jusqu'où ?
- 2011 : Entreprendre, on rêve ou quoi ?
- 2012 : Osons la liberté ! Quand l'entreprise se déchaîne
- 2013 : Tous égaux : une imposture ?
- 2014 : La morale dans les affaires : un vœu pieux ?
- 2015 : De l'échec au rebond : pour un sursaut collectif.

## Liste des supérieurs
- Rémy Munsch (1947-1952)
- Justin Munsch (1952-1958)
- Camille Durand (1958-1964)
- Savin Iseler (1964-1967)
- Morand Kleiber (1967-1969)
- Raphaël Le Gleuher (1969-1971)
- Noël Le Brousse (1971-1980)
- Christian Blanc (1980-1982)
- Marie-Bernard Kientz (1982-1989)
- Maurice Laurent (1989-1991)
- Michel Derache (1991-1994)
- Lucas Chuffart (1994-1996)
- Jean Daniel Gullung (1996-2001)
- Claude Maréchal (2001-2005)
- Luc Fritz (2005-2007)
- Daniel Tedeschi (2007-2010)
- Claude Maréchal (2010-2013)
- Jean-Luc Eckert (2013-2018)
- Arnaud Alibert (2018-2022)

## Richesse patrimoniale

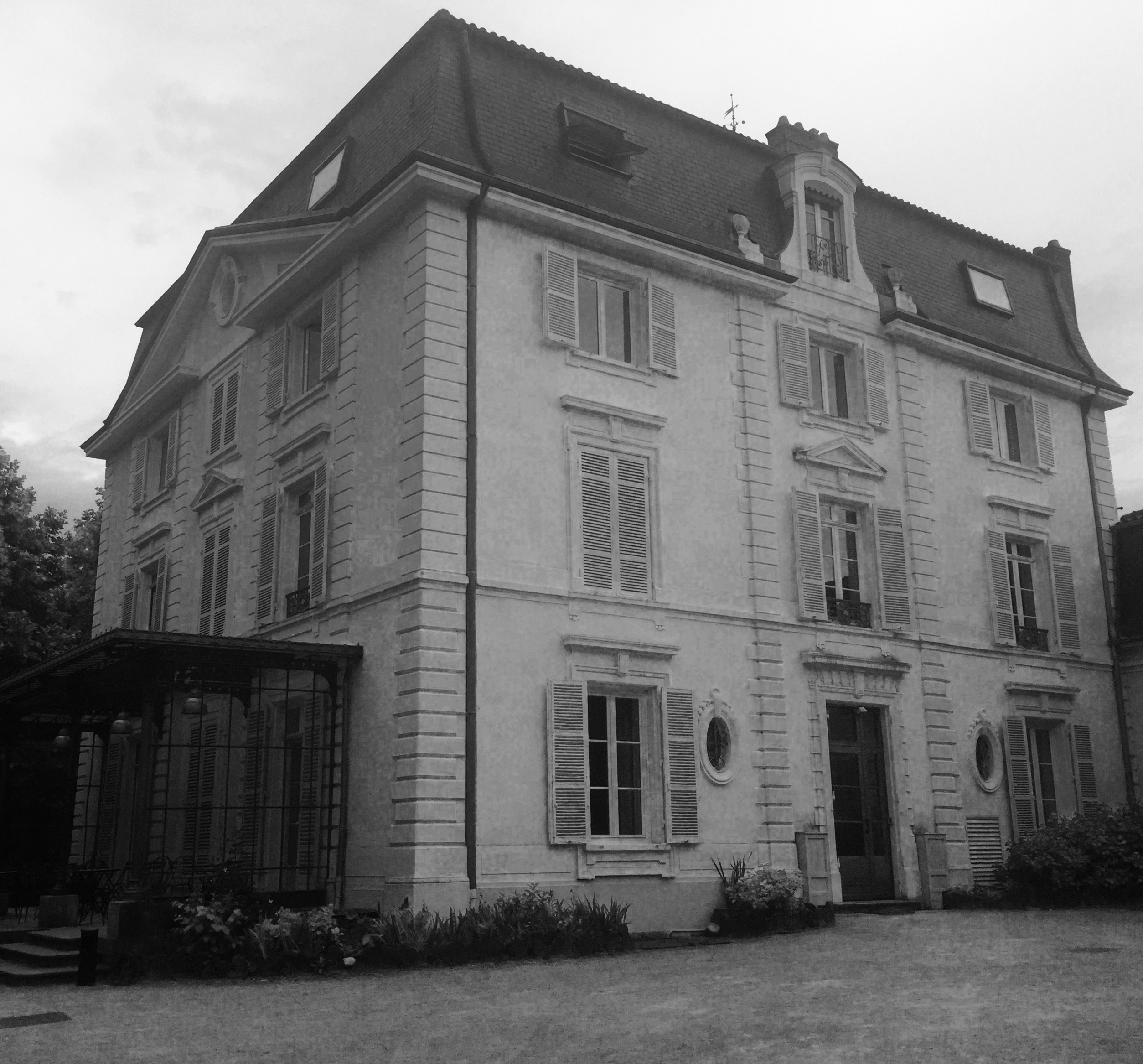
Château de Valpré.

Outre le château de Valpré (qui accueille une partie de l'hôtel proprement dit), on peut citer la chapelle de Valpré présente sur le domaine et toujours dédiée à l’exercice de la foi.
Le sous-sol du domaine possède des piles de l'aqueduc de la Brévenne, découvertes lors du rattachement du collecteur d'égout du château au second bâtiment.